# Paradise City (película)
Paradise City es una película de acción estadounidense de 2022 dirigida por Chuck Russell y escrita por Russell, Corey Large y Edward John Drake. Está protagonizada por John Travolta y Bruce Willis.
La película fue estrenada por Saban Films en cines limitados y VOD el 11 de noviembre de 2022, seguida de su lanzamiento en DVD y Blu-ray el 20 de diciembre de 2022.

## Premisa
Cuando el cazarrecompensas Ian Swan recibe un disparo y se presume muerto después de desaparecer en aguas de Maui, el hijo de Swan, Ryan, su exsocio y un detective local se propusieron encontrar a sus asesinos. Después de ser amenazado por un poderoso agente despiadado, parece que Ryan y su equipo se han quedado sin opciones, hasta que una excursión a la comunidad isleña estrechamente vigilada de Paradise City los une con un aliado imprevisto.

## Reparto
- Bruce Willis como Ian Swan[3]
- John Travolta como Arlene Buckley[4]
- Stephen Dorff como Robbie Cole[3]
- Blake Jenner como Ryan Swan[3]
- Praya Lundberg como Savannah[5]
- Corey Large como Zyatt Dean[5]
- Branscombe Richmond como senador Kane[5]
- Laird Akeo como Koa Kahale
- Lorenzo Antonucci como Scorpion[5]
- Kate Katzman como Nikki[5]
- Ámbar Abara como Gerry[5]
- Carrie Anne Bernans como Kai

## Producción
En 2006, al coguionista y productor Corey Large se le ocurrió la idea de reunir a los actores Bruce Willis y John Travolta, quienes protagonizaron Pulp Fiction (1994). Paradise City se anunció veintisiete años después, en mayo de 2021. El rodaje comenzó el 17 de mayo de 2021 en Maui, Hawái, y concluyó después de tres semanas. La comisionada de cine del condado de Maui, Tracy Bennett, dijo: "Por lo general, en una gran película de acción como [Paradise City], se necesitan unos tres meses de preparación, y lo hicieron en dos semanas. Hubo algunas restricciones en este caso debido a la poca antelación, ya que no podían filmar exactamente dónde querían o qué querían, por lo que constantemente reescribían el guion". Stephen Dorff y Blake Jenner fueron anunciados como protagonistas en junio. Paradise City es una de las últimas películas protagonizadas por Willis, quien se retiró de la actuación porque le diagnosticaron demencia frontotemporal.

## Estreno
Paradise City fue estrenada por Saban Films en cines limitados y VOD el 11 de noviembre de 2022, seguido de su lanzamiento en DVD y Blu-ray el 20 de diciembre de 2022.